# Luppedubrau
Luppedubrau (serbołużycki: Łupjanska Dubrawka) – wieś na terenie gminy Radibor, w powiecie Budziszyn, w kraju związkowym Saksonia w Niemczech. Miejscowość leży na obszarze
historycznego osadnictwa Serbołużyczan.